# Maria Isabella van Bourbon (1817-1818)
Maria Louisa Isabella van Bourbon (Madrid, 21 augustus 1817 - 9 januari 1818) was het enig kind van Ferdinand VII van Spanje en Maria Isabella van Portugal. Zoals zoveel kinderen in die tijd overleefde ook Maria Isabella haar eerste levensjaar niet. Zij werd in het koninklijk pantheon onder het Escorial bijgezet.
Dankzij de toen nog geldende Salische wet, een opvolgingsregeling die vrouwen uitsluit van het erven van grond, was Maria Isabella geen troonopvolgster.
Het meisje werd direct na de geboorte als 156e "Nobele Dame" in de Maria-Luisa-Orde opgenomen. 